# Greve geral e manifestações na Guatemala em 2015
Greve geral e manifestações na Guatemala em 2015 ocorreram em todo o território da República da Guatemala e tiveram como principais representantes a sociedade civil, estudantes universitários, comerciantes, empresários, camponeses e a população em geral, que se uniram exigir a renúncia do então presidente Otto Pérez Molina, acusado de chefiar a rede de fraudes aduaneiras conhecida como La Línea.

## Histórico
Em 16 de abril de 2015, a Comissão Internacional contra a Impunidade na Guatemala (CICIG) e o Ministério Público envolveram vários altos funcionários do governo do general reformado Otto Pérez Molina, incluindo o capitão reformado Juan Carlos Monzón (secretário particular da vice-presidência) e diretores da Superintendência de Administração Tributária (SAT) em uma sofisticada rede de contrabando na alfândega da Guatemala. A situação se tornou difícil para o governo Pérez Molina com a renúncia da vice-presidente Roxana Baldetti no início de maio e marchas massivas da classe média e dos camponeses guatemaltecos exigindo a renúncia do presidente.
No dia 17 de abril de 2015, o grupo do Facebook #RenunciaYa  divulgou um comunicado convocando uma manifestação pacífica a ser realizada no sábado, 25 de abril de 2015, para exigir a renúncia do presidente e da vice-presidente do país.

### Manifestação de 25 de abril
Uma manifestação pacífica ocorreu em 25 de abril de 2015, onde um grande grupo de guatemaltecos - entre vinte mil e trinta mil - se agruparam na Plaza de la Constitución. Os manifestantes se uniram com o propósito comum de protestar contra a corrupção denunciada pelo Ministério Público e pela Comissão Internacional contra a Impunidade na Guatemala (CICIG) após o desmantelamento de uma rede de contrabando alfandegária chamada "La Línea". A manifestação exigiu a renúncia do presidente em exercício, o general reformado Otto Pérez Molina e da vice-presidente Roxana Baldetti, além do apelo à não eleição do candidato a presidente pelo partido Libertad Democrática Renovada (LIDER), Manuel Baldizón; que estaria envolvido em lavagem de dinheiro e narcotráfico por supostamente gastar mais dinheiro do que possui e por estar investindo uma quantia exagerada de dinheiro em publicidade, em sua maioria ilegal.
Depois dessa manifestação, o governo guatemalteco ficou enfraquecido: vários ministros do executivo apresentariam sua renúncia e inclusive a vice-presidente renunciou e perdeu sua imunidade legal. Posteriormente, mais manifestações aconteceram, mas diminuíram de intensidade por não alcançarem os resultados desejados rapidamente. Por outro lado, o Ministério Público e a CICIG deram continuidade às investigações de corrupção e prenderam pessoas vinculadas a irregularidades no Instituto Guatemalteco de Previdência Social e no departamento de compras da Polícia Nacional Civil da Guatemala, além de solicitarem pré-julgamentos para vários deputados, todos pertencentes ao partido LIDER.

### Outros protestos
Em 29 de abril de 2015, integrantes do grupo #RenunciaYa realizaram um protesto com artistas musicais em frente à Casa Presidencial e outro protesto na Plaza Obelisco, na capital, onde colocaram fitas pretas nos veículos em repúdio a corrupção.
Milhares de pessoas que participaram da marcha comemorativa do Dia Internacional dos Trabalhadores se manifestaram contra os escândalos de corrupção na Superintendência da Administração Tributária e exigiram que a Justiça do Trabalho cumprisse a lei e acompanhasse todos os casos de seu conhecimento. A marcha, ocorrida na Cidade da Guatemala, começou no Monumento ao Trabalho e terminou na Plaza de la Constitución.
As marchas tradicionais de 1 de maio foram ativas durante a maior parte do dia em diferentes partes do país. O grupo #RenunciaYa convocou várias atividades de protesto pacífico. No início de maio já havia várias manifestações de descontentamento devido à corrupção e impunidade. Depois de 25 de abril, ocorreram manifestações todas as tardes nas proximidades da casa presidencial e, em seguida, ocorreram as marchas de 1 e 2 de maio.
Depois de duas marchas organizadas pela classe média guatemalteca em frente ao Palácio Nacional em 25 de abril e 16 de maio de 2015, os camponeses indígenas guatemaltecos informaram que também marchariam em 20 de maio de 2015. Camponeses provenientes de vinte departamentos irromperam na Cidade da Guatemala e por quatro colunas diferentes chegaram à Plaza de la Constitución, sob o lema: «Fora políticos, empresários e militares corruptos! Estamos em processo de Assembleia Constituinte Popular e Plurinacional ».

### Novos escândalos
Em 20 de maio de 2015, a CICIG e o Ministério Público da Guatemala divulgaram um novo caso de corrupção em grande escala, desta vez no Instituto Guatemalteco de Previdência Social (IGSS); membros do conselho de administração do IGSS foram presos acusados de terem outorgado um contrato à empresa mexicana Pisa para o tratamento de diálise peritoneal através de subornos. A empresa não tinha infraestrutura adequada para o tratamento e o IGSS teve que rescindir o contrato no dia 13 de maio de 2015 porque havia dezenas de pacientes com peritonite e mais de dez óbitos.
No total, foram dezesseis detenções referentes a este caso, entre elas a do presidente do conselho de administração do IGSS, Juan de Dios Rodríguez, que foi preso por fraude e que era o secretário particular do presidente, Otto Pérez Molina; outro dos presos foi Otto Molina Stalling, filho da presidenta da Câmara Penal da Corte Suprema de Justiça da Guatemala Blanca Stalling (que já estava envolvida nas escutas telefônicas do caso La Línea). Otto Molina Stalling atuou como subgerente financeiro do IGSS em 2014 e foi preso por associação ilícita, cobrança ilegal de comissões e tráfico de influência.
Este caso foi seguido por outro, conhecido como "Caso Redes", descoberto em 9 de julho de 2015 e que envolveu as empresas de energia Jaguar Energy e Zeta Gas e ex-funcionários do governo Pérez Molina; entre estes estavam Gustavo Martínez (ex-Secretário da Presidência e genro de Pérez Molina) e Edwin Rodas (ex-Vice-Ministro de Energia e Minas).
Em 21 de agosto de 2015, a CICIG e o Ministério Público emitiram um mandado de prisão contra a ex-vice-presidente Roxana Baldetti e um pedido de audiência preliminar contra o presidente Otto Pérez Molina pelos crimes de corrupção passiva, associação ilícita e caso especial de fraude aduaneira. Na coletiva de imprensa que ambas as entidades deram nesse mesmo dia, informaram que as provas obtidas durante as operações de 16 de abril de 2015 mostraram que Juan Carlos Monzón não era o líder de "La Línea", mas sim o presidente e a ex-vice-presidente; além disso, sugeriram que ambos haviam se envolvido na rede antes de serem eleitos governantes.
No mesmo dia, a ex-vice-presidente Roxana Baldetti foi levada para a prisão no quartel de Matamoros, enquanto o Ministério Público e a CICIG solicitavam uma audiência preliminar contra o presidente Pérez Molina, que em uma conferência de imprensa ocorrida em 23 de agosto à noite, se recusou a renunciar.
Na segunda-feira, 24 de agosto, durante a apresentação das denúncias a Baldetti, o Ministério Público expos uma escuta telefônica de uma conversa entre o diretor do SAT, Carlos Enrique Muñoz Roldán, e o presidente Otto Pérez Molina.
Nos dias 25 e 26 de agosto de 2015, foram realizados bloqueios em várias partes do país exigindo a renúncia do presidente Pérez Molina.

### Greve geral e manifestações de 27 de agosto

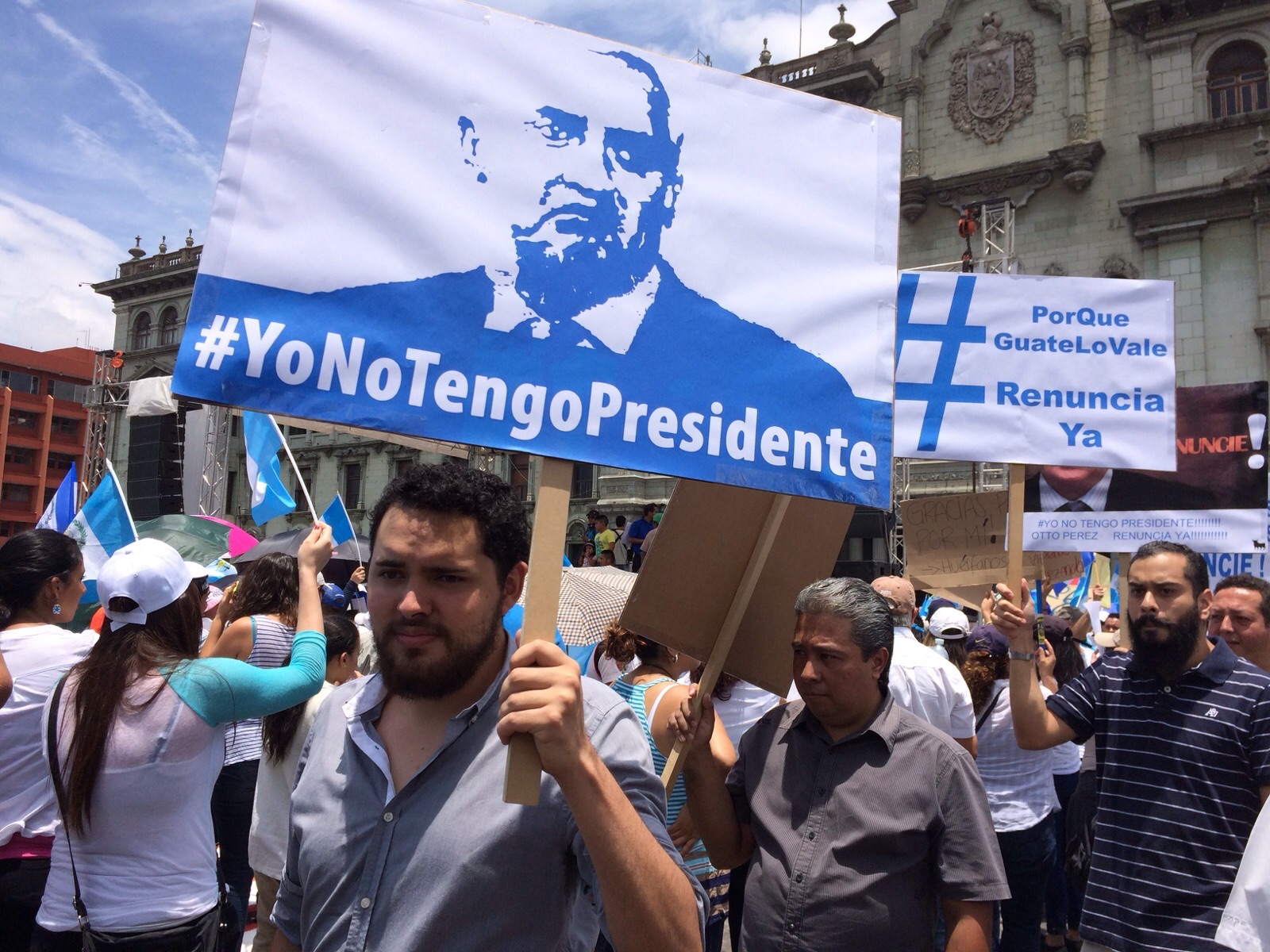
Manifestação de 27 de agosto de 2015, exigindo a renuncia do presidente Otto Pérez.

Em  27 de agosto, mais de 170.000 pessoas expressaram seu repúdio ao presidente Pérez Molina na Plaza de la Constitución na Cidade da Guatemala e vários milhões em hashtags e em visualizações nas redes sociais. Também foram relatadas obstruções de estradas nos mesmos pontos dos dias anteriores.
Apesar da pressão popular, o presidente não renunciaria, embora o processo pré-julgamento contra ele tenha sido aceito pela Corte Suprema de Justiça da Guatemala e a comissão de inquérito eleita no Congresso da República tenha começado a analisá-la em 28 de agosto.

### Consequências
Em 28 de agosto de 2015, a comissão de inquérito inicia os seus trabalhos e compromete-se a apresentar o seu parecer ao plenário em 31 de agosto.
No dia seguinte, 29 de agosto, depois de receber e analisar o relatório do presidente Pérez Molina, a comissão de inquérito recomenda a retirada de sua imunidade.
Em 1 de setembro, o Congresso despoja a imunidade de Pérez Molina com um total de cento e trinta e dois votos favoráveis e zero contra. E, por último, Roxana Baldetti foi transferida para o Centro de Detenção Preventiva Feminina de Santa Teresa no dia 2 de setembro de 2015, à noite, ao mesmo tempo em que foi emitido o mandado de prisão contra o presidente Pérez Molina, que havia perdido a imunidade em Congresso um dia antes.
Na noite de 2 de setembro de 2015, Pérez Molina renunciou à Presidência da República e, em 3 de setembro, compareceu perante a justiça para enfrentar sua primeira audiência no caso de La Línea.